# Josef Freitag
Josef Freitag (* 2. September 1950 in Everswinkel) ist ein deutscher römisch-katholischer Theologe, Geistlicher und Hochschullehrer.

## Leben
Nach dem Abitur 1969 am Gymnasium Paulinum (Münster) studierte er als Stipendiat (1971–1977) der Studienstiftung des deutschen Volkes an der Universität Münster (1969/1970), an der Gregoriana (1970–1977) im Pontificium Collegium Germanicum et Hungaricum de Urbe (1970–1977) und an der Faculté de Théologie Catholique der Université de Strasbourg II (1973/1974). Er erwarb an der Gregoriana 1972 das Bakkalaureat in Philosophie, 1975 in Theologie und 1977 das Lizentiat in Dogmatischer Theologie. Nach der Priesterweihe am 10. Oktober 1976 in Rom war er von 1977 bis 1981 Kaplan an St. Johannes (Oelde) und von 1981 bis 1984 Subdirektor und Studienpräfekt am Collegium Borromaeum Münster. Von 1985 bis 1995 war er Assistent am Lehrstuhl für Dogmatik und Ökumenische Theologie der Albert-Ludwigs-Universität bei Gisbert Greshake.
Nach der Promotion 1989 und Habilitation 1994 für Dogmatik und Ökumenische Theologie durch die Theologische Fakultät der Universität Freiburg wurde er am 1. Oktober 1995 zum Professor der Theologischen Fakultät Fulda als Leiter des Katholisch-Theologischen Seminars an der Philipps-Universität Marburg berufen. Am 1. September 2000 wurde er Professor für Dogmatik an der Theologischen Fakultät Erfurt. Am 1. Januar 2003 wurde er zum Professor für Dogmatik an der Katholisch-Theologischen Fakultät der Universität Erfurt ernannt. Von 2008 bis 2011 war er Dekan der Katholisch-Theologischen Fakultät der Universität Erfurt. 2016 wurde er emeritiert.
Seit 2016 ist er Spiritual im Studienhaus St. Lambert in Lantershofen.
Seine Forschungsinteressen sind Ekklesiologie, besonders Fragen der Katholizität und des Amts; Ökumene; Pneumatologie und Kontextualität und Katholizität (Universalität) der Theologie.

## Schriften (Auswahl)
- Sakramentale Sendung. Gabe und Aufgabe des Sacramentum ordinis. (= PWB-Sonderdrucke. Band 29). Informationszentrum Berufe der Kirche, Freiburg im Breisgau 1990, OCLC 311439041.
- Sacramentum ordinis auf dem Konzil von Trient. Ausgeblendeter Dissens und erreichter Konsens (= Innsbrucker Theologische Studien. Band 32). Tyrolia, Innsbruck 1991, ISBN 3-7022-1769-X (zugleich Dissertation, Freiburg im Breisgau 1989).
- Geist-Vergessen – Geist-Erinnern. Vladimir Losskys Pneumatologie als Herausforderung westlicher Theologie (= Studien zur systematischen und spirituellen Theologie. Band 15). Echter, Würzburg 1995, ISBN 3-429-01688-6 (zugleich Habilitationsschrift, Freiburg im Breisgau 1994).
- als Herausgeber: Luther in Erfurt und die katholische Theologie (= Erfurter theologische Schriften. Band 29). Benno-Verlag, Leipzig 2001, ISBN 3-7462-1519-6.
- als Herausgeber mit Claus-Peter März: Christi Spuren im Umbruch der Zeiten. Festschrift für Bischof Joachim Wanke zum 65. Geburtstag (= Erfurter theologische Studien. Band 88). Benno-Verlag, Leipzig 2006, ISBN 3-7462-2072-6.

### Aufsätze in Zeitschriften und Sammelwerken
- Bischofsamt – Anspruch und Ausübung, In: Der ‚Fall‘ Tebartz-van Elst : Kirchenkrise unter dem Brennglas. Hg. von Joachim Valentin (Theologie kontrovers ><) Freiburg: Herder 2014, 69–89.
- Rückfragen an die Schmalkaldischen Artikel und eine ökumenisch-katholische Lektüre heute. In: Profil und Abgrenzung. Luthers (vergessenes?) Vermächtnis. 475 Jahre Schmalkaldische Artikel heute. Beiträge des historisch-theologischen Symposions Schmalkalden, 21.-23. Juni 2012. Hg. im Auftrag der Evangelischen Kirche von Kurhessen-Waldeck von Jürgen Römer (Monographia Hassiae; Schriftenreihe der Evangelischen Kirche von Kurhessen-Waldeck). Kassel 2013, 105-119.
- Entwicklungen in der deutschsprachigen Dogmatik seit der Konzilszeit. In: Generationenwechsel in der Theologie. Zmiana Pokoleniowa w Teologii. Hg. von Konrad Glombik/Benedikt Kranemann (Colloquia Theologica; 17) Opole 2012, 71-88.
- Ringen um die Menschenrechte. Zur Debatte über das Dokument „Grundlagen der Lehre der Russischen Orthodoxen Kirche über Würde, Freiheit und Rechte des Menschen“ (2008) In: Catholica (M) 66 (2012) 213-240
- Wachsende Bedeutung der Laien für die Kirche. In: Den österlichen Mehrwert im Blick. Theologische Beiträge zu einer Kirche im Umbruch. Im Auftrag der Katholisch-Theologischen Fakultät der Universität Erfurt herausgegeben von Benedikt Kranemann und Maria Widl. Würzburg: Echter 2012, 51-61.
- „Migration“ des Papstes: Die Pilgerreisen Johannes Pauls des II. und ihre Bedeutung für die Religionen, die Gesellschaften und die Kirchen. In: Religion und Migration. Frömmigkeitsformen und kulturelle Deutungssysteme auf Wanderschaft. Hg. von Claudia Kraft und Eberhard Tiefensee. Münster: Aschendorff 2011, 97-114.
- Spiritualität der Ökumene. In: Dahlgrün, Corinna (Hg.): Spiritualität der Ökumene – Ökumenische Spiritualität (Arbeitsgemeinschaft Theologie der Spiritualität; Spirituelle Theologie; 2). Würzburg 2011, 11-31.
- Bibelarbeit Eph 2,11-22: Die Einheit von Juden und Heiden in Christus. In: Dahlgrün, Corinna (Hg.): Spiritualität der Ökumene – Ökumenische Spiritualität (Arbeitsgemeinschaft Theologie der Spiritualität; Spirituelle Theologie; 2). Würzburg 2011, 79-92.
- Wandlungen im Kirchenverständnis. Zur tatsächlichen und möglichen missionarischen Rolle der Laien. In: Theologie der Gegenwart 54 (2011) 2-13.
- Sakramente – Gestalt, Begegnung, Vermittlung des Heiligen. In: zur debatte 4/2010, 35-37.
- [Ökumene:] In den USA. In: Ökumene – wozu? Antworten auf eine Frage, die noch keiner gestellt hat. Hg. Von Jutta Koslowski. Moers, Brendow Verlag 2010, 67–73.
- Paulus. In: Theologie der Gegenwart 52 (2009) Heft 1: Editorial (und Themenauswahl).
- Ortskirchen und Orden. Gemeinsam und doch autonom. Dogmatisch-ekklesiologische Perspektiven. In: OrdKorr 49 (2008) 297–314.
- Das „Princeton Proposal“ – eine ökumenische Initiative aus den USA. In: Catholica(M) 61 (2007) 161–168.
- Ökumene. In: Theologie der Gegenwart 49 (2006) Heft 3: Editorial (und Themenauswahl).
- Theologische Gespräche. Über Glück und Erfüllung. In: Theologie der Gegenwart 49 (2006) 118–123.
- Kriterien kirchlicher Einheit aus katholischer Sicht. In: Catholica(M) 60 (2006) 118–138.
- Unablässiges Danken. Eine theologische Reflexion. In: Christi Spuren im Umbruch der Zeiten. Festschrift für Bischof Dr. Joachim Wanke. Hg. von Josef Freitag und Claus-Peter März. Leipzig: Benno-Verlag 2006, 161–177 (Erfurter Theologische Studien; 88).
- Die Goldene Regel (Mt 7,12), ihr alttestamentlicher Hintergrund und ihre weiterführende Wirkung im Horizont des Neuen Bundes. In: Mahnung und Warnung. Die Lehre der Religionen über das rechte Leben. Hg. von Christoph Bultmann, Claus-Peter März und Jamal Malik. Münster: Aschendorff Verlag 2006, 81–96.
- Wie ist die Heilige Schrift Alten und Neuen Testaments als Wort Gottes zu verstehen? In: Heilige Schriften. Ursprung, Geltung und Gebrauch. Hg. von Christoph Bultmann, Claus-Peter März und Vasilios N. Makrides. Münster: Aschendorff Verlag 2005, 55–71.
- Zur Wirkungsgeschichte des Ökumenismusdekretes. In: „Unitatis redintegratio“: 40 Jahre Ökumenismusdekret – Erbe und Auftrag. Hg. von Wolfgang Thönissen. Paderborn: Bonifatius Verlag 2005, 83–103.
- Bischofsamt und Diözese. In: Katholische Glaubensfibel. Hg. von Walter Fürst und Jürgen Werbick. Herder: CMZ-Verlag 2004, 192–196.
- Vom Gerechten Krieg zu Gerechter Friede. Katholische Position(en) und theologische Motivation(en). In: Religion, Gewalt, Gewaltlosigkeit. Probleme – Positionen – Perspektiven. Hg. von Christoph Bultmann, Benedikt Kranemann und Jörg Rüpke. Münster: Aschendorff Verlag 2003, 217–242.
- Thesen zum „Priesterlichen“. In: Diakonia 34 (2003) 165–169.
- Das Wesen des Christentums und die Ökumene der Kirchen (I). In: Das Wesen des Christentums. Hg. von Dietrich Korsch und Cornelia Richter. Marburg: Verlag N.G. Elwert 2002, 169–177.
- Katholizität als Lernprinzip. In: Catholica(M) 55 (2001) 157–176.
- Maria in Gottes Heilsplan und in der Gemeinschaft der Heiligen. In: Catholica(M) 55 (2001) 29–51.
- Quellen des Vertrauens. In: Zwischen Politik und Kirche – Hildegard Burjan. Hg. Von Ingeborg Schödl. Mödling: Verlag St. Gabriel 2000, 256–266.
- Das Amt im Spiegel der Catholica. In: Catholica(M) 53 (1999) 277–312.
- Der Heilige Geist: Gottes (langer) Atem. In: Jetzt 31 (1998) 8–12.
- Engagement und Gelassenheit: Die Rolle der gratuidad in der Theologie der Befreiung. In: Münchener Theologische Zeitschrift 48 (1997) 71–82.
- Church Offices. Roman Catholic Offices. In: Encyclopedia of the Reformation. Hg. von H.J. Hillerbrand. New York: Oxford University Press 1996. Bd. 1, 342–345.
- Vorrang der Universalkirche? Ecclesia in et ex Ecclesiis – Ecclesiae in et ex Ecclesia? Zum Streit um den Communio-Charakter der Kirche aus der Sicht einer eucharistischen Ekklesiologie. In: Ökumenische Rundschau 44 (1995) 74–92.
- Evangelium ohne Priester? Rückfragen an Peter Eicher und Paul Hoffmann im „Klerikerstreit“. In: Pastoralblatt 43 (1991) 130–140.
- Schwierigkeiten mit dem „sacramentum ordinis“ auf dem Konzil von Trient. In: Zeitschrift für katholische Theologie 113 (1991) 39–51.

- Diverse Beiträge in der Zeitschrift Mitten in der Welt. Vierteljahreshefte zum christlichen Leben (seit Sommer 1997/Heft 141)

### Rezensionen
- Barth, Hans-Martin: Dogmatik. Evangelischer Glaube im Kontext der Weltreligionen. Ein Lehrbuch. Gütersloh: Gütersloher Verl.-Haus 2008. – In: Theologische Revue 106 (2010) 50-55.
- Anglikanisch-lutherische Übereinkommen. Internationale und regionale Übereinkommen 1972-2002. Dokumentation Nr. 49, Dezember 2004. Im Auftrag des Lutherischen Weltbundes und des Anglikanischen Konsultativrates. Hg. von Sven Oppegaard und Gregory Cameron. Stuttgart: Kreuz Verlag 2004. – In: Theologie der Gegenwart 52 (2009) 237f.
- Sammelrezension zu Charles de Foucauld. – In: Theologische Revue 104 (2008) 102-108.
- Weltkirche – Ortskirche. Fruchtbare Spannung oder belastender Konflikt? Hg. von Jürgen Werbick und Ferdinand Schumacher. Münster: Aschendorff 2006. – In: Theologische Revue 104 (2008) 115–117.
- Vereb, Jerome-Michel: „Because he was a German!“. Cardinal Bea and the Origins of Roman Catholic Engagement in the Ecumenical Movement. Grand Rapids: Eerdmans 2006. – In: New Theology Review 20 (2007) 94f.
- Lies, Lothar: Die Sakramente der Kirche. Ihre eucharistische Ausrichtung auf den dreifaltigen Gott. Innsbruck/Wien: Tyrolia 2004. – In: Theologie der Gegenwart 50 (2007) 231f.
- May, Christof: Pilgern: Menschsein auf dem Wege. Würzburg: Echter 2004 (Studien zur systematischen und spirituellen Theologie; 41). – In: Theologische Revue 102 (2006) 69–71.
- Pemsel-Maier, Sabine: Grundbegriffe der Dogmatik (99 Wörter Theologie konkret).
- München: Don-Bosco 2003. – In: Theologie der Gegenwart 49 (2006) 237f.
- Faber, Eva Maria: Kirche – Gottes Weg und die Träume der Menschen. Würzburg: Echter 1994. – In: Theologische Revue 92 (1996) 148f.
- Beinert, Wolfgang: Glaubenszugänge: Lehrbuch der Katholischen Dogmatik in drei Bänden. Paderborn u. a.: Schöningh 1995 – In: Theologische Revue 95 (1999) 265–286.
- Eggensperger, Thomas; Engel, Ulrich: Bartolomé de las las Casas. Mainz: Grünewald 1991 (Topos-Taschenbücher 207); Neumann, Martin: Las Casas. Freiburg: Herder 1990; Gutiérrez, Gustavo: Gott oder das Gold. Freiburg: Herder 1990. – In: Katechetische Blätter 117 (1992) 446–447.

### Übersetzungen
- Adelbert Denaux: Anglikaner und Katholiken – Aktuelle Entwicklungen. In: Theologie der Gegenwart 52 (2009) 185-205.
- Braaten, Carl. E. u. a. (Hgg.): In einem einzigen Leib durch das Kreuz. Das „Princeton Proposal“ für die Einheit der Christen. Ein Aufruf an die Kirchen von einer ökumenischen Studiengruppe. In: Catholica(M) 61 (2007) 169-192. Vgl. zur Einleitung ebd. 161-168. Titel der englischen Originalausgabe: In one body through the cross: The Princeton proposal for Christian unity; a call to the churches from an ecumenical study group. Grand Rapids: Eerdmans 2003.
- Ruggieri, Giuseppe: Christliche Gemeinde und „Politische Theologie“. München: Kösel 1973. Titel der italienischen Originalausgabe: Sapienza christiana e storia: Per una teologia politica della comunità cristiana. Milano: Jaca Book 1971.